# Claudio Maiani
Claudio Maiani (Fusignano, 18 giugno 1956) è un allenatore di calcio ed ex calciatore sammarinese, di ruolo portiere.

## Biografia
Nasce a Fusignano, in Provincia di Ravenna sebbene abbia cittadinanza sammarinese: il padre, infatti, era originario del castello di Montegiardino.

## Carriera

### Giocatore

#### Club
Cresce calcisticamente nella Juventus, pur senza mai esordire in prima squadra. Viene convocato in sole due gare, precisamente contro Inter e Torino, ma resta in panchina come secondo di Dino Zoff. Si trasferisce in seguito nelle file di Cremonese, Seregno, Venezia, Mestre, Padova, Bologna, Lanerossi Vicenza, vincendo complessivamente cinque campionati fra Serie B e Serie C.
Con il Padova debutta il 3 gennaio 1982 nella partita giocata contro il Parma e vinta dai biancoscudati (1-0). Scende in campo per l'ultima volta con i veneti il 16 ottobre 1983, nella sfida persa per 3-1 contro la Pistoiese.

#### Nazionale
Il 28 marzo 1986, allo Stadio Olimpico di Serravalle, gioca nella prima partita, persa per 1-0, della Nazionale sammarinese, contro la Nazionale olimpica canadese.

### Preparatore dei portieri
Lasciato il calcio giocato, dal 1992 si è dedicato alla preparazione specifica dei portieri del settore giovanile della Juventus. Da aprile 2008 è stato promosso a preparatore di Gianluigi Buffon, in quanto l'allenatore della prima squadra Giorgio Pellizzaro non ha superato gli esami di idoneità fisica. Successivamente torna a fare il preparatore dei portieri del settore giovanile della Juventus.

## Palmarès

### Club

#### Competizioni nazionali
- Serie C: 1

Cremonese: 1976-1977